# Vatnedalsdammen
Der Vatnedalsdammen ist ein zweiteiliger Staudamm am Ostende des Bergsees Vatnedalsvatn (auch Vatndalsvatnet) in der Kommune Bykle der norwegischen Provinz Agder. Die 1984 fertiggestellte Talsperre liegt im nordwestlichen Teil der das Setesdal umgebenden Berge und dient seit 1981 als Reservoir für die erste Ausbaustufe des Wasserkraftwerks Holen (Holen Kraftverk I-II). Der 13 Kilometer lange Vatnedalsvatn hat einen Speicherraum von 1150 Mio. m³ und erreicht beim Stauziel eine Höhenlage von 840 moh. Er ist der größte von mehreren aufgestauten Bergseen für die von Otra Kraft betriebenen Kraftwerke Brokke und Holen. Diese sind Teil eines vom Verband Otteraaens Brugseierforening regulierten Systems von Stauseen und Speicherkraftwerken am Oberlauf der Otra, die über mehrere bis zu 30 Kilometer lange Tunnel verbunden sind.

## Geschichte
Am 1. September 1900 wurde zur Regulierung der Otra und der Bergseen im Einzugsgebiet der Verband Otteraaens Brugseierforening gegründet, der die Konzessionen zum Bau und Betrieb von Staudämmen, Wasserkraftwerken und Pumpstationen vergibt sowie die Regulierungshöhen der Stauseen vorgibt. Hauptmitglieder des Verbandes sind die Kraftwerksbetreiber Otra Kraft, Agder Energi und Skagerak Kraft, deren Mehrheitseigner der staatliche Energiekonzern Statkraft und die jeweiligen Kommunen sind. Die Genehmigung für einen ersten Staudamm am Vatnedalsvatn wurde Anfang der 1910er Jahre erteilt und bis 1919 ein Holzstaudamm mit Steinfüllung am Ostende vor dem Abfluss in die Otra errichtet, der den See um 7,5 m von 742,5 bis 750 moh. aufstaute. Die Konzession wurde in den 1940er Jahren erweitert und der Bau einer 35 m hohen Doppelbogenstaumauer aus Beton genehmigt, die man bis 1948 errichtete. Das neue Stauziel lag bei 763,5 moh. und die untere Wasserspiegelhöhe bei 750 moh. (Absenkziel).

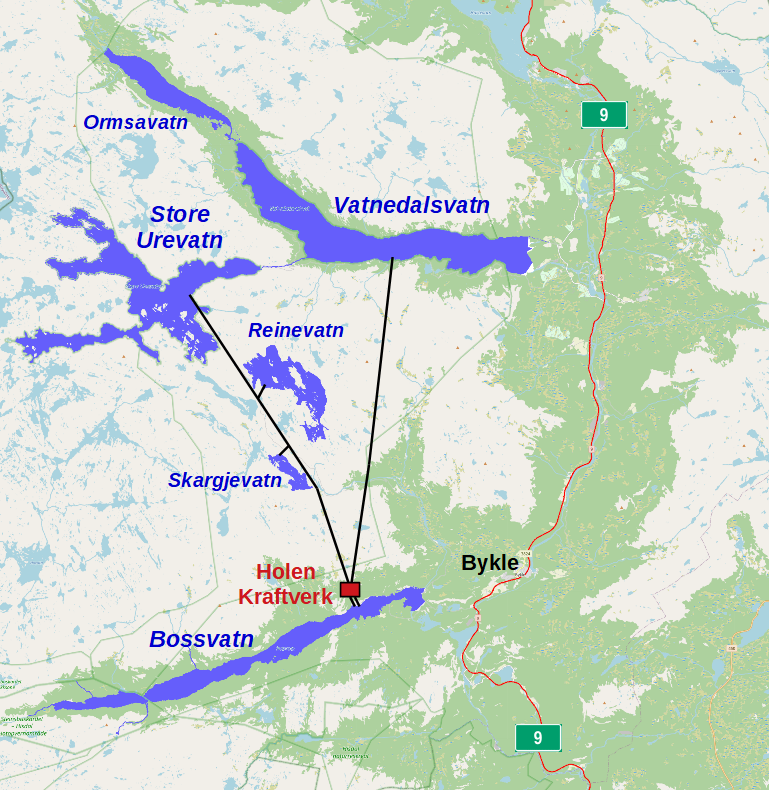
Lage der Stauseen für das Wasserkraftwerk Holen, die Riksvei 9 folgt dem Lauf der Otra durch das Setesdal

Wasserkraftwerke entstanden zu jener Zeit nur am Unterlauf der Otra, am Byglandsfjorden und flussabwärts des Sees. In den 1960er Jahren begann auch am Oberlauf die Nutzung der das Setesdal umgebenden Bergseen für die Energiegewinnung und bis in die 1990er Jahre wurde ein Netzwerk aus Speicherkraftwerken gebaut, die aus mehreren Stauseen in unterschiedlichen Höhenlagen im Einzugsgebiet der Otra gespeist werden. Das größte Reservoir sollte der Vatnedalsvatn werden, mit einem Speicherraum von 1150 Mio. m³. Dazu wurde ab 1978 ein neuer 125 Meter hoher Steinschüttdamm an der Ostseite des Sees errichtet, direkt über der alten Betonstaumauer. Um das neue Stauziel von 840 moh. zu erreichen, war zudem ein weiterer 65 Meter hoher Nebendamm gleicher Bauart etwa einen Kilometer nördlich vom Hauptdamm nötig.
I/S Øvre Otra (Vorläufer von Otra Kraft) beauftragte 1978 A-F F. Selmer/Høyer-Ellefsen mit der Errichtung des zweiteiligen Vatnedalsdammen; beratendes Ingenieurbüro war Chr. F. Grøner A/S. Die Bauarbeiten waren Ende 1983 abgeschlossen und seit 1981 leitet ein etwa 12 Kilometer langer Tunnel das Wasser zum Kraftwerk Holen, das in seiner ersten Ausbaustufe (Holen Kraftverk I-II) mit zwei Francis-Turbinen mit einer Gesamtkapazität von 230 MW ausgestattet wurde. Bis 1986 wurde das Kraftwerk Holen mit einer dritten Francis-Turbine mit 160 MW erweitert (Holen Kraftverk III), gespeist vom 1175 Meter hohen Store Urevatn, dessen nicht speicherbares Wasser über seine Hochwasserentlastung in den Vatnedalsvatn abfließt.

## Beschreibung

### Lage im Netz der Speicherkraftwerke

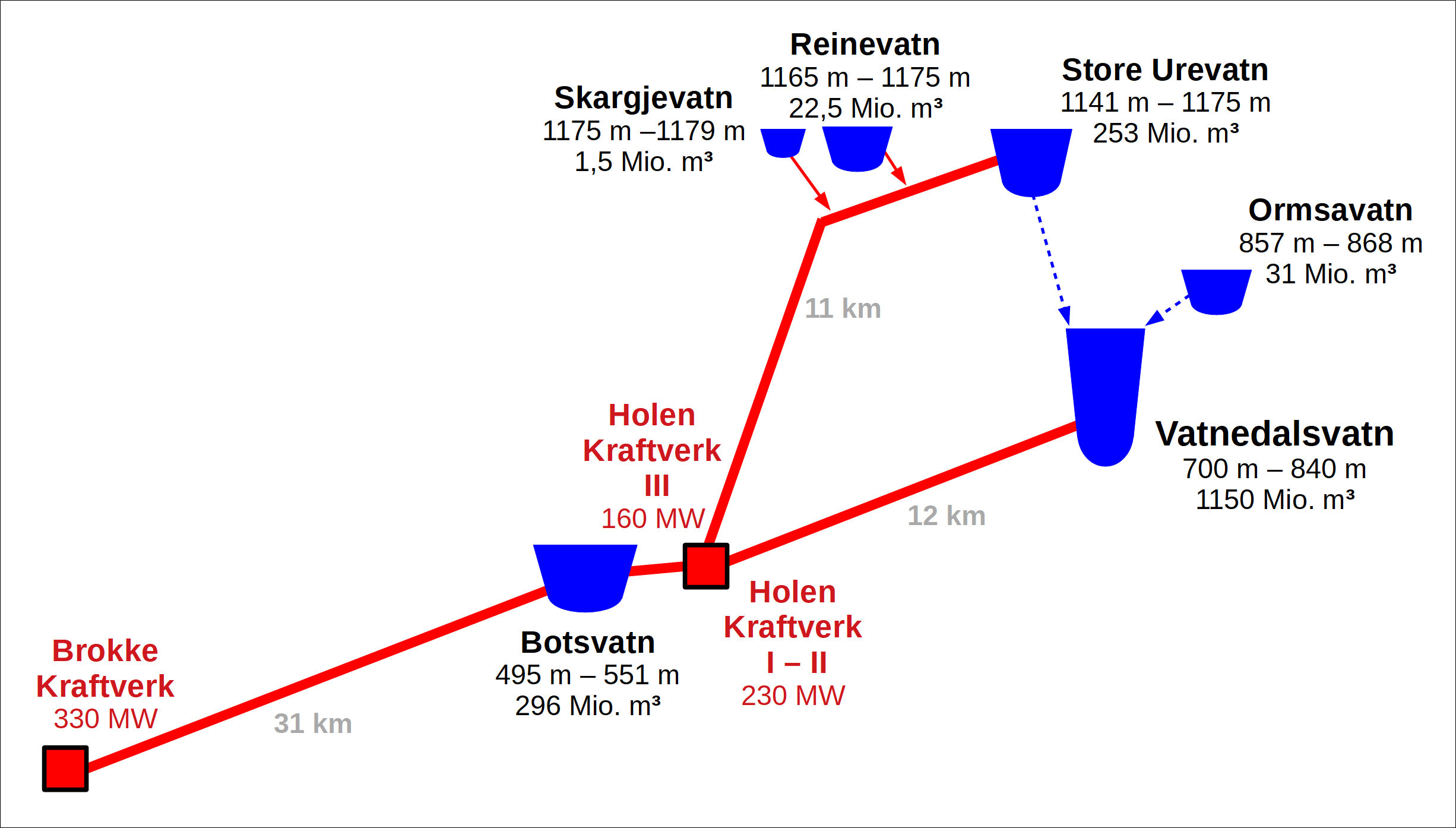
Lage des Vatnedalsvatn im Netzwerk der Speicherkraftwerke Holen und Brokke

Das Netzwerk von Stauseen für die Kraftwerke Holen und Brokke gliedert sich in drei Teile. Das schon 1964 in Betrieb genommene Brokke Kraftverk in der Kommune Valle wird über einen 31 km langen Tunnel vom Botsvatn gespeist (Höhenlage 495–551 m) mit einer Fallhöhe von 300 m. Das Holen Kraftverk hat seinen Auslass in den Botsvatn und wird zum einen durch den Vatnedalsvatn (Höhenlage 700–840 m) und zum anderen durch den Store Urevatn (Höhenlage 1141–1175 m) und zwei kleinere an denselben Tunnel angeschlossene Seen gespeist. Auch wenn alle drei Turbinen des Kraftwerks in derselben unterirdischen Halle stehen, werden sie als getrennte Kraftwerke angesehen, mit einer Fallhöhe von etwa 250 m für die Turbinen I-II von 1981 (Vatnedalsvatn) und von 610 m für die Turbine III von 1986 (Store Urevatn). Der 13 km lange und bis zu 1,5 km breite Vatnedalsvatn hat einen Speicherraum von 1150 Mio. m³ und wird in seinem 240 km² großen Einzugsgebiet unter anderem von den höher liegenden Seen Ormsavatn und Store Urevatn gespeist. Die von Otra Kraft betriebenen Kraftwerke Brokke und Holen haben zusammen eine Installierte Leistung von 720 MW und produzieren jährlich etwa 2,4 TWh elektrische Energie, was etwa 2 % der norwegischen Jahresproduktion entspricht.

### Absperrbauwerk

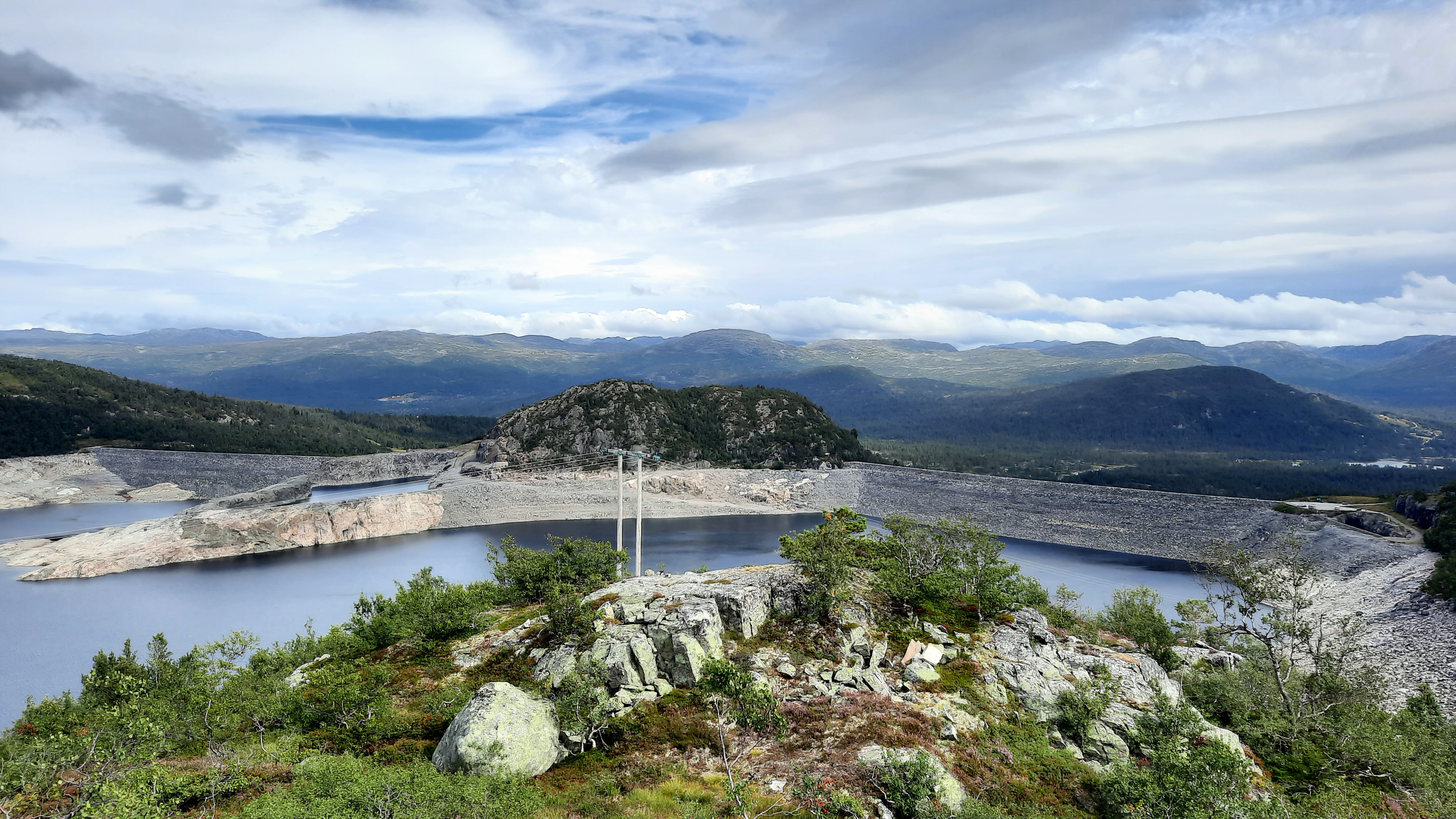
Blick auf die Dämme von Südwest in Richtung Setesdal, in der Mitte der Løyningsnuten, davor der Steinbruch und rechts die Hochwasserentlastung

Der Stausee liegt im bis zu 1400 Meter hohen Hochland Bykleheiane und erstreckt sich von Ost nach West über das namensgebende Vatnedal (dt. Wassertal). An dessen Ostende befindet sich der Abfluss in die Otra an der Südflanke des 940 Meter hohen Berges Løyningsnuten, wo seit den 1910er Jahren die ersten Absperrbauwerke errichtet wurden und wo auch der heutige Hauptdamm steht. Um das Tal für den enormen Speicherraum abzuschließen, waren wie oben erwähnt neben dem 125 Meter hohen und 490 Meter langen Hauptdamm (Süddamm) auch ein 65 Meter hoher und 380 Meter langer Nebendamm am nördlichen Ausläufer des Berges notwendig (Norddamm). Dieser besitzt mit 0,9 Mio. m³ nur etwa ein Viertel des Bauwerksvolumen das Hauptdammes, das sich auf 4,3 Mio. m³ beläuft. Beide Dämme sind als Steinschüttdämme aufgebaut, mit einer Kerndichtung aus gesiebtem und verdichtetem Grundmoränensediment (Geschiebemergel). Alle Materialien wurden in einem Umkreis von etwa 5 Kilometer gewonnen. Etwa 2,9 Mio. m³ der äußeren Steinschüttungen stammen aus einem Steinbruch am nordwestlichen Ausläufer des zwischen den Absperrbauwerken liegenden Løyningsnuten, aus dem Material bis zu einer Tiefe von etwa 50 Meter gesprengt wurde, wobei der äußere Rand auf 832 moh. liegt. Mit dem Erreichen des Stauziels von 840 moh. wurde er überflutet und bildet bei niedrigen Wasserständen einen kleinen separaten See. Die Bauwerkskronen liegen mit jeweils 846 moh. sechs Meter über dem Stauziel und das Absenkziel mit 700 moh. deutlich unterhalb der Gründungssohle des Hauptdamms (ca. 720 moh.).

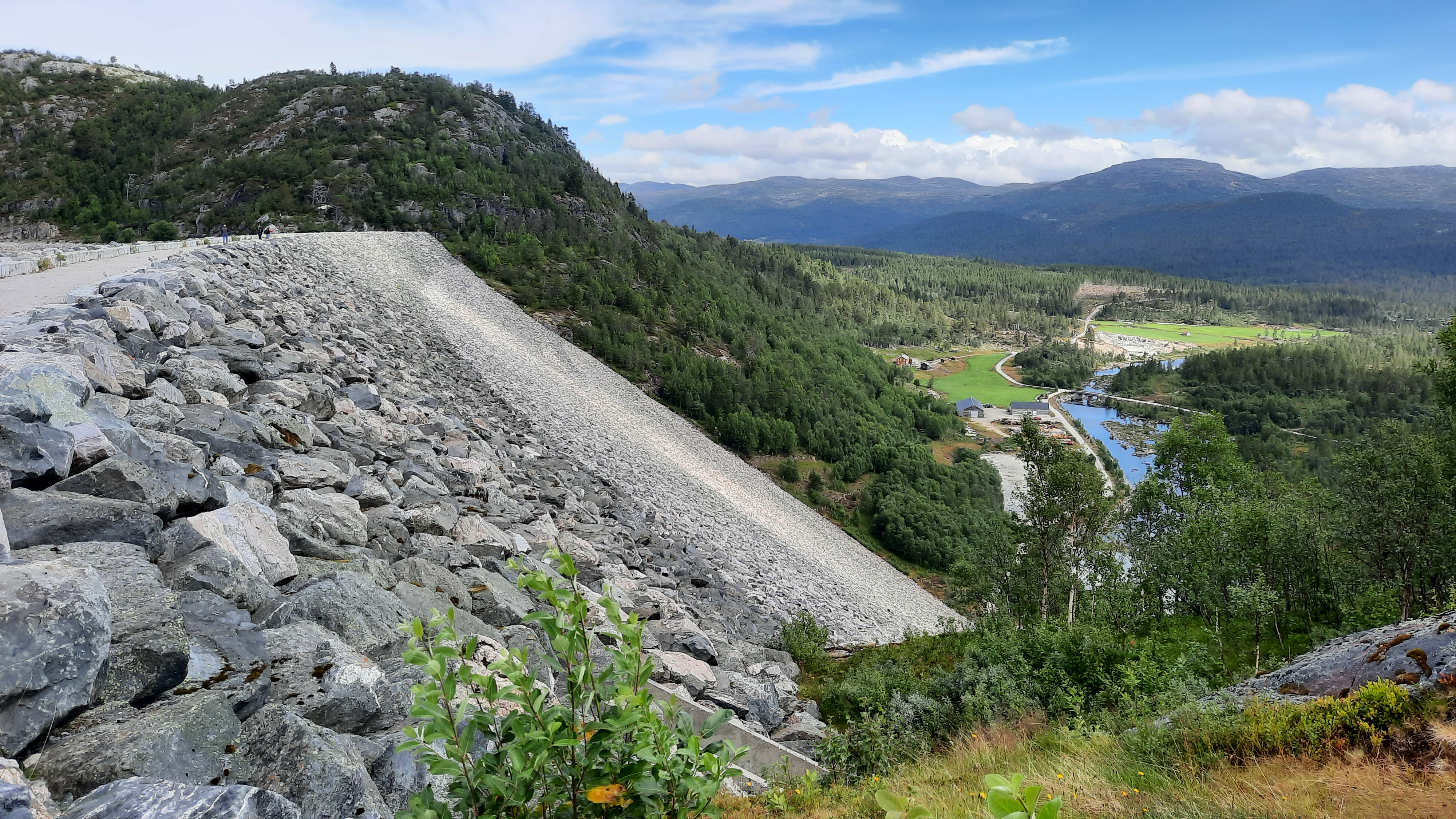
Luftseitige Böschung des Süddamms, Blick auf das Setesdal, links der Løyningsnuten
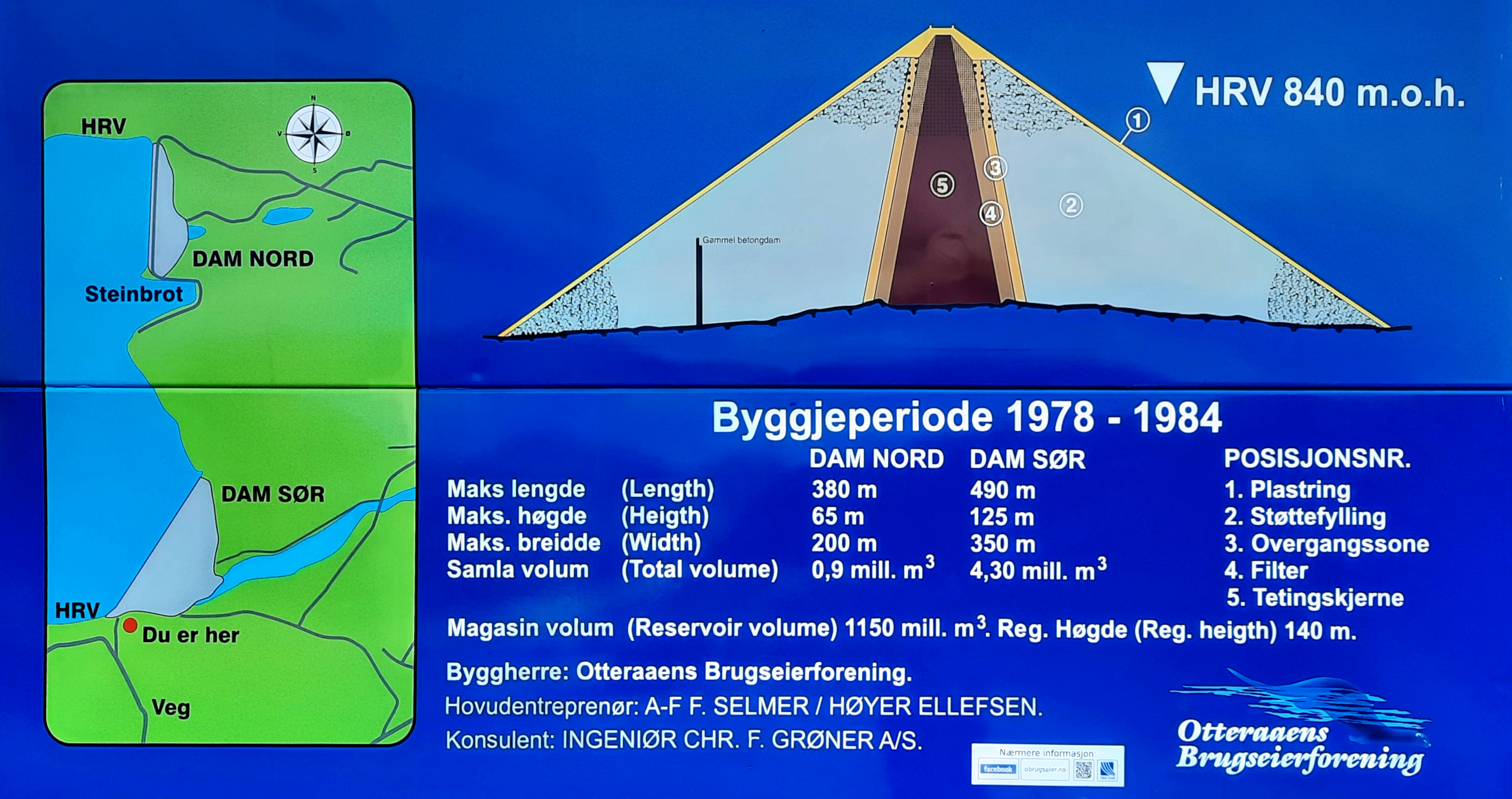
Informationstafel am Süddamm, links Lage der Steinschüttdämme am Ostende des Stausees, in der Schnittdarstellung des Südamms Lage der alten Betonstaumauer
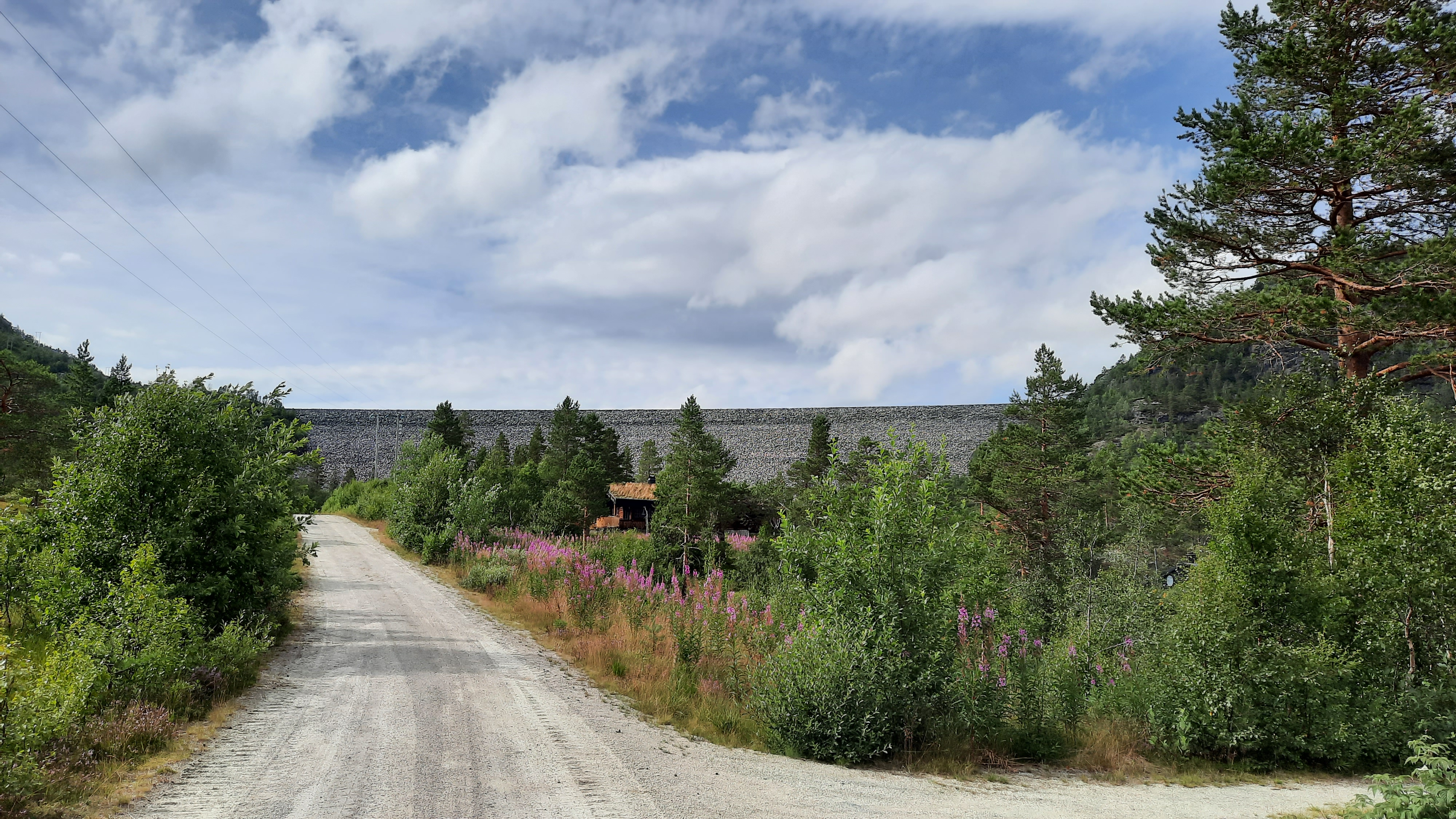
Blick auf den Süddamm von Osten aus dem Setesdal